# Zebince
Pour le village kosovar, voir Zebince (Novo Brdo).
Zebince (en serbe cyrillique : Зебинце) est un village de Serbie situé dans la municipalité de Vladičin Han, district de Pčinja. Au recensement de 2011, il comptait 69 habitants.

## Démographie
| 1948 | 1953 | 1961 | 1971 | 1981 | 1991 | 2002 | 2011 |
| ---- | ---- | ---- | ---- | ---- | ---- | ---- | ---- |
| 420  | 414  | 424  | 380  | 285  | 190  | 121  | 69   |

|  |